# Landaff
Landaff – miasto w Stanach Zjednoczonych, w stanie New Hampshire, w hrabstwie Grafton.